# Passering
Passering ist eine Ortschaft in der Gemeinde Kappel am Krappfeld im Bezirk Sankt Veit an der Glan in Kärnten. Die Ortschaft hat 465 Einwohner (Stand 1. Jänner 2025).